# Energibärare
Energibärare är ett ämne eller system som lagrar och/eller transporterar energi, snarare än att vara en energikälla i sig.
Ett exempel på en möjlig energibärare är vätgas. Elektrisk energi från exempelvis ett solkraftverk kan användas för att producera vätgas genom spjälkning av vatten. Denna kan sedan lagras och transporteras innan man utvinner energin igen, genom förbränning eller i en bränslecell. Energikällan är solkraft medan vätgasen alltså fungerar som energibärare.
Andra exempel på energibärare kan vara varmvatten i ett fjärrvärmenät, olika köldmedium eller elektricitet.